# Liste der Bau- und Bodendenkmale im Landkreis Ostprignitz-Ruppin

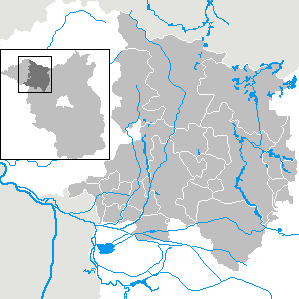
Karte des Landkreises Ostprignitz-Ruppin

Die Liste der Bau- und Bodendenkmale im Landkreis Ostprignitz-Ruppin enthält die Kulturdenkmale (Bau- und Bodendenkmale) im Landkreis Ostprignitz-Ruppin. Grundlage der Einzellisten sind die in den jeweiligen Listen angegebenen Quellen. Die Angaben in den einzelnen Listen ersetzen nicht die rechtsverbindliche Auskunft der zuständigen Denkmalschutzbehörde.

## Aufteilung
Wegen der großen Anzahl von Kulturdenkmalen im Landkreis Ostprignitz-Ruppin ist diese Liste in Teillisten nach den Städten und Gemeinden aufgeteilt. 
| Stadt/Gemeinde        | Karte | Denkmallisten                       | Bild eines Denkmals  |
| --------------------- | ----- | ----------------------------------- | -------------------- |
| Breddin               |       | - Baudenkmale - keine Bodendenkmale | Dorfkirche           |
| Dabergotz             |       | - Baudenkmale - Bodendenkmale       | Dorfkirche           |
| Dreetz                |       | - Baudenkmale - keine Bodendenkmale | Landhaus             |
| Fehrbellin            |       | - Baudenkmale - Bodendenkmale       | Denkmal              |
| Heiligengrabe         |       | - Baudenkmale - keine Bodendenkmale | Kloster              |
| Herzberg (Mark)       |       | - Baudenkmale - Bodendenkmale       | Vorlaubenhaus        |
| Kyritz                |       | - Baudenkmale - Bodendenkmale       | Plastik              |
| Lindow (Mark)         |       | - Baudenkmale - Bodendenkmale       | Kloster              |
| Märkisch Linden       |       | - Baudenkmale - Bodendenkmale       | Dorfkirche Gottberg  |
| Neuruppin             |       | - Baudenkmale - Bodendenkmale       | Stadtmauer           |
| Neustadt (Dosse)      |       | - Baudenkmale - Bodendenkmale       | Gestüt               |
| Rheinsberg            |       | - Baudenkmale - Bodendenkmale       | Schloss              |
| Rüthnick              |       | - Baudenkmale - Bodendenkmale       | Kirche               |
| Sieversdorf-Hohenofen |       | - Baudenkmale - keine Bodendenkmale | Dorfkirche           |
| Storbeck-Frankendorf  |       | - Baudenkmale - Bodendenkmale       | Kirche Frankendorf   |
| Stüdenitz-Schönermark |       | - Baudenkmale - keine Bodendenkmale | Dorfkirche Stüdenitz |
| Temnitzquell          |       | - Baudenkmale - Bodendenkmale       | Kirche Netzeband     |
| Temnitztal            |       | - Baudenkmale - Bodendenkmale       | Gutsanlage Garz      |
| Vielitzsee            |       | - Baudenkmale - Bodendenkmale       | Kirche Strubensee    |
| Walsleben             |       | - Baudenkmale - Bodendenkmale       | Dorfkirche           |
| Wittstock/Dosse       |       | - Baudenkmale - Bodendenkmale       | Stadttor             |
| Wusterhausen/Dosse    |       | - Baudenkmale - Bodendenkmale       | Rathaus, Kirche      |
| Zernitz-Lohm          |       | - Baudenkmale - Bodendenkmale       | Dorfkirche Zernitz   |